# White City (Flórida)
White City é uma Região censo-designada localizada no estado americano de Flórida, no Condado de St. Lucie.

## Demografia
Segundo o censo americano de 2000, a sua população era de 4221 habitantes.

## Geografia
De acordo com o United States Census Bureau tem uma área de
18,3 km², dos quais 18,3 km² cobertos por terra e 0,0 km² cobertos por água.

## Localidades na vizinhança
O diagrama seguinte representa as localidades num raio de 12 km ao redor de White City.